# Oncidium oxyceras
Oncidium oxyceras är en orkidéart som först beskrevs av Willibald Königer och J.G.Weinm., och fick sitt nu gällande namn av Mark W. Chase och Norris Hagan Williams. Oncidium oxyceras ingår i släktet Oncidium och familjen orkidéer. Inga underarter finns listade i Catalogue of Life.